# صور الرجل في السرد النسوي
في البداية نقف على مصطلح صورة، صورة كلمة جذورها (صَ.وَ.رَ) وهذا الجذر يدل على الوصف والتشكيل، ومعنى كلمة صورة كما ذُكر في المعجم الوسيط: جعل له صورة مجسمة أي وصفه وصفا يكشف جزيئاته، ولكن معنى الصورة في الأدب يتجاوز الوصف ليشير إلى الحضور والوجود.
يستطيع الكاتب أن يصب أفكاره ومعتقداته داخل القالب الذي صوره ولذلك نرى أن الكاتبة في الأدب النسوي اختارت صور سلبية وقاتمة لوصف الرجل وذلك لنيل من مكانة الرجل التي لا يستحقها كما ترى.

## صورة الرجل السلبية
يسعى الأدب النسوي بصورة عامة إلى النيل من مكانة الرجل، مظهره بعدة أشكال، وذلك سعيا من الكاتبة العربية لإثبات ما تؤمن به من فكر، حيث تنادي المرأة بعدم جدارة الرجل لمواصلة قيادة العالم لما يسببه من دمار وظلم واستغلال ونفي المرأة عن جميع مجالات الحياة، ولذلك  يسعى الأدب النسوي إلى إقصاء الرجل واستبداله بالمرأة؛ لتصبح هي المهيمنة على العالم الأدبي طمعا بالعالم الواقعي فيما بعد.
وتهدف الكاتبة من استخدام صورٍ قاتمة وسلبية في أدبها لتحقيق أمرين: هما التأكيد على قدرة المرأة في تحدي الرجل في مجالات الحياة دون الخسية من ممارساته القمعية، وتحييد شخصية الرجل عن مركز النص بعد أن صورته بصورة العاجز، المتوسل والضعيف، لتستلم هي الدور المركزي في الأدب ومن ثم في الحياة الواقعية
تتعدد صور الرجل السلبية في الأدب النسوي وتجتمع كلها بقاسم مشترك وهو قمع المرأة وسحق هويتها، وقد حَصرتُ هذه الصور تحت ثلاث أُطر رئيسية وهي:

### الرجل والجنس
تركز الكاتبات على هذا الموضوع، فلا نرى رواية إلا وذكرت شخصية على الأقل لها مشاكل جنسية، من ناحية تُثبت الكاتبة ما يؤمن به الرجال بأن المرأة فقط للمتعة، وهذا الأمر يؤدي لانجرافه لغرائزه دون تفكير فقد يتحول أيضا إلى وحش بشري مغتصب ليحقق سلطته عليها ويبرد نيران غرائزه، ومن ناحية أخرى تركز الكاتبات على عجز الرجل الجنسي؛ وذلك للتشكيك بأهليته في القيادة وتحييده لتصبح هي المركز، ولعل هذه الصورة هي الأكثر إيلاماً فما أصعب رمي الرجل بالعجز الجنسي.
وبذلك تصور الكاتبة الرجل بالعاجز، المغتصب، الشبق، الرجل الذي يرى أن المرأة فقط للمتعة.

### الرجل والكذب
وهذا الموضوع يشغل حيزا لا بأس به؛ لتؤكد على عدم أهلية الرجل لثقة المرأة، فهو لا يخوض علاقة مع المرأة إلا لتحقيق مآربه الشخصية التي ما كان ليحققها لولا المرأة، والكذب بأشكاله يجعل المرأة مترددة من إنشاء علاقة مع الرجل.
وبذلك تصور الكاتبة الرجل بالكاذب، المتناقض، الخائن، المخادع.

### الرجل والقسوة
تتجلى قسوة الرجال بالعنف الجسدي الذي لا يقتصر فقط على الضرب، وإنما يتجاوزه إلى اختراق حرمة جسد المرأة لفحص عذريتها، وتتزايد ممارسات الرجل القمعية ضد المرأة ليصل في كثير من الاحيان للقتل وإزهاق روح المرأة. كما نرى قسوة الرجال في العنف النفسي الذي يمارسه على المرأة من فرض ثقافة الصمت، وفظاظة في المعاملة من حجر على جسد المرأة و التهديد بالطلاق من أجل حل المشاكل. كما لا يتورع الرجل القريب أو الغريب من استخدام أي وسيلة في استغلال المرأة متجردًا بذلك من كل مشاعر الإنسانية التي يملكها، حيث يستخدم كلمات دافئة تحب المرأة سماعها وذلك ليكسب ثقتها ويستغلها ليحقق مصالحه.
وبذلك تصور الكاتبة الرجل بالقاسي (كلهم أولاد كلب)، المقيد، المستغل، العنيف.
تقدم الكاتبة صور منفرة للرجل لتؤكد على وحشيته وضرورة الابتعاد عنه، كما ترفض الرجل لأنها لا ترى منه سوى القسوة والعنف وإن أرادت السعادة فهي تستطيع تحقيقها دون رجل، ويرى النقاد أنه وفقاً بالأنا الأنثوية استخدام الكاتبة لهذه الصور في وصف الرجل، إنما جاء من أجل تعويض نفسي

## صورة الرجل الإيجابية
تعرض بعض الكاتبات في الأدب النسوي صوراً إيجابية للرجال، ولكن لا يقصد منها تغيير نظرة المرأة المعهودة إلى الرجل  أو تجميل صورة الرجل، بقدر ما تعتبر هذه الصور دعوة من الكاتبة لرجل بتقليد هذه الصور المثالية التي تقدر كيان المرأة و إنسانيتها و تناصرها وتعطيها حقوقها، أو من أجل تبيان الصورة التي تريدها المرأة للرجال.
تستخدم  بعض الكاتبات الموروث الديني الإسلامي الذي يدعو إلى احترام وتقدير المرأة وحسن معاشرتها؛وذلك لتؤكد بأنها تدعو خلال كتاباتها لحق من حقوقها أعطاها إياه الإسلام 